# Anthoúpoli (métro d'Athènes)
Anthoúpoli (grec moderne : Ανθούπολη) est une station de métro grecque de la ligne 2 (ligne rouge) du métro d'Athènes, située sur le territoire du dème de Peristéri, dans le district régional d'Athènes-Ouest en Attique.
Il s'agit de la nouvelle station terminus mise en service en 2013 lors de l'ouverture du prolongement de la ligne depuis Ágios Antónios.

## Situation ferroviaire
Établie en souterrain, la station terminus d'Anthoúpoli est située sur la ligne 2 (ligne rouge), avant la station de Peristéri.

## Histoire
La station d'Anthoúpoli est mise en service le 26 avril 2013, lors de l'ouverture des 1,5 kilomètre du prolongement de la ligne 2 depuis la station d'Ágios Antónios. Elle est établie, sous la rue Anapáfseos près de la rue Thivón, à 250 mètres plus au sud que le site prévu à l'origine car le premier site retenu posait d'importants problèmes de sous-sol qui pouvaient mettre en danger les immeubles avoisinant et n'auraient pas permis un prolongement futur de la ligne.

## Service des voyageurs

### Accueil
La station dispose de deux entrées, l'une au croisement des rues Amfilochías et Karkavítsa, l'autre au croisement des avenues Anapáfseos et Thivón. Elles permettent d'accéder au deuxième niveau où l'on trouve la billetterie, le service clients et les accès aux deux quais latéraux situés au troisième niveau.

### Desserte
Anthoúpoli est desservie par toutes les circulations de la ligne. Quotidiennement, le premier départ est à 5 h 30 et la première arrivée à 5 h 52, le dernier départ est à 0 h 5 et la dernière arrivée à 0 h 33 (les samedis et dimanches le dernier départ est à 2 h 5 et la dernière arrivée à 2 h 33).

### Intermodalité
À proximité de la station il y a plusieurs arrêts de transports en commun, notamment de tramways (ligne : T2) et de bus (lignes : 701, 731, 747  et A13) .